# Stazione di Masi di Vigo
La stazione di Masi di Vigo è una stazione ferroviaria, posta lungo la ferrovia Trento-Malé-Mezzana, a servizio dell'omonima frazione del comune sparso di Ton, in provincia autonoma di Trento.

## Strutture e impianti
La gestione dell'impianto è affidata alla società Trentino Trasporti. In stazione non vi è alcun interscambio.